# 维吉尼亚军事学院

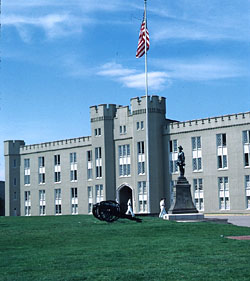

維吉尼亞軍校（英語：Virginia Military Institute），簡稱VMI，是一所位於美國維吉尼亞州萊辛頓的州立軍事大學。VMI與西點軍校齊名，但VMI並不隸屬於美國聯邦政府，而是隸屬於維吉尼亞州政府。VMI強制要求所有學生都必須參加ROTC，因此所有VMI學生都擁有軍校生的身份。VMI是ROTC計劃下的六個高等軍事院校之一，因此與一般美國大學的ROTC學生不同的是，VMI的學生畢業後可以自由選擇是否加入軍隊。換言之，相較於西點軍校或一般大學內的ROTC，VMI學生畢業後有選擇的自由。在六個ROTC高等軍事院校中，VMI是唯一一個只招收ROTC學生的學校，其餘院校則是平民與ROTC學生皆招收。

## 校史簡介
1839年11月11日創校於維吉尼亞州萊辛頓市，與西點軍校齊名。美國民間流傳北方有西點軍校，南方有維吉尼亞軍校。該校以訓練嚴厲及榮譽制度著稱。南北戰爭時期，在石牆傑克森將軍領導下，訓練出衆多優秀南軍軍官。而於錢斯勒斯維爾戰役中，傑克森率其部隊突擊敵人時，看到當中有的軍人是軍校的舊生，遂說「這會是維吉尼亞軍校揚名立萬的日子。」
維吉尼亞軍校的傑出校友甚多，其中較為人熟知的有五星上將馬歇爾，四星上将巴頓和中華民國陸軍總司令孫立人將軍。泰國也有多位上將從該校畢業，如泰國武裝部隊最高司令素拉蓬。維吉尼亞軍校現為一所工理文科綜合大學。
維吉尼亞軍校是美國最晚開始招收女性學生的軍事學校。第一批女學生入學是1997年，也就是2001年班。1990年美國司法部對於維吉尼亞軍校的全男性學生的政策提出告訴，最終維吉尼亞軍校勝訴。經過多次的上訴，1996年在美國最高法院7-1票的判決下，提出因為維吉尼亞軍校在有接受公共資金的情況下，對於不收女學生的政策是違反憲法的（當時法官克拉倫斯·托馬斯因其的兒子正就讀而迴避此事）。在判決後，維吉尼亞軍校擬案預計轉為私立學院即可在美國憲法第十四條修正案規定下讓學校不受限於最高法院的判決。
時任國防部助理部長的彭福有威脅維吉尼亞軍校國防部將會取消其ROTC的訓練課程，因是次事件後，美國國會在1997年11月18日通過一項決議，禁止國防部撤銷或減少任何ROTC計劃的六個高級軍事院校的其中之一學校，這也包括維吉尼亞軍校。雖然此決議對維吉尼亞軍校的ROTC是受益的，但在此決議之前，維吉尼亞軍校的董事會早已以9-8票的決案同意接收女性學生，且此決案不會再更改。

## 知名校友
- 喬治·馬歇爾英語：（五星上將）
- 喬治·巴頓（英語：George Smith Patton）：（四星上將）
- 倫納德·湯姆遜·傑羅（英語：Leonard T. Gerow（USArmy）：上將
- 托馬斯·特洛伊·漢迪（英語：Thomas T. Handy（USArmy）：上將
- 倫道夫·麥考·帕特（英語：Randolph M. Pate（USMC）：上將
- 愛德華·馬洛裏·阿爾蒙德：（英語：Edward M. Almond）：（USArmy）中將
- 劉易斯·伯韋爾·普勒（英語：Lewis Burwell Puller）：第二次世界大戰時的美國海軍陸戰隊戰鬥英雄、5次海軍十字勛章的獲得者、中將
- 孫立人：中華民國陸軍二級上將、抗日名將、中國遠征軍主要將領、中華民國陸軍總司令兼臺灣防衛總司令、總統府參軍長
- 蔣緯國：中華民國陸軍二級上將、國防部聯合作戰訓練部主任、蔣介石次子 （1954年培訓）
- 赵志华：中華民國陸軍少將、陸軍裝甲兵副司令
- 余劍鋒 ：中華民國陸軍少將、現任陸軍軍官學校校長
- 溫應星：曾任清華大學校長
- 杨友梅
- 陳廷甲
- 周雁濱
- 黎度公
- 陳廣忠
- 曾錫珪
- 李忍涛：國民革命軍陸軍中將，國民政府中央軍將領，中國化學兵創始人
- 溫哈熊：中華民國陸軍二級上將，聯勤總司令，女婿丁守中
- 劉耀寰：中將
- 梁思忠：梁啟超三子
- 白先忠：白崇禧兒子，夫人趙守偀為張學良外甥女
- 陳樹柏：中華民國陸軍一級上將陳濟棠之子
- 素拉蓬：泰國三軍統帥、武裝部隊最高司令 上将
- 雷吉·威廉斯：NBA球星
- 拉爾夫·諾瑟姆：維吉尼亞州州長
- 唐維傑 : 台灣職業籃球球員

## 外部連結
- 官方网站
- 官方 VMI 體育運動網站 （页面存档备份，存于）
- 中華民國陸軍官校歷年赴維吉尼亞軍校就讀學生
- 中正預校選送國外軍校受訓人員[永久]